# Ranmaru Mori
Ranmaru Mori (森蘭丸), nascido em 1565 com o nome de Nagasada Mori (森長定), filho de Yoshinari Mori, e irmão mais novo de Nagayoshi Mori, da província de Mino. Desde jovem, Ranmaru foi criado de Nobunaga Oda. Reconhecido por o seu talento e lealdade, ele foi elevado a um cargo de responsabilidade. Em Ōmi, deram-lhe 500 koku, e depois da morte de Katsuyori Takeda, ele foi premiado com 50,000 koku no Castelo Iwamura. Ranmaru e seus irmãos mais novos pereceram defendendo Nobunaga Oda durante o Incidente em Honnō-ji em 21 de Junho de 1582. Ranmaru Mori cometeu seppuku com Nobunaga. Oda e  Mori tinham uma relação de vassalo-senhor possivelmente sexual, seguindo a tradição shūdō, que era largamente admirada no Japão pela sua força. Em trabalhos fictícios apresentam Ranmaru muitas vezes com uma aparência extremamente feminina.